# Bieszcza
Bieszcza (Piszczka, Kukówka) – struga w Polsce, prawy dopływ Liswarty o długości ok. 15 km. Płynie na Wyżynie Woźnicko-Wieluńskiej, w województwie śląskim.
Struga ma źródła w gminie Panki, a uchodzi do Liswarty w okolicach Krzepic.